# Gerd von Lettow-Vorbeck

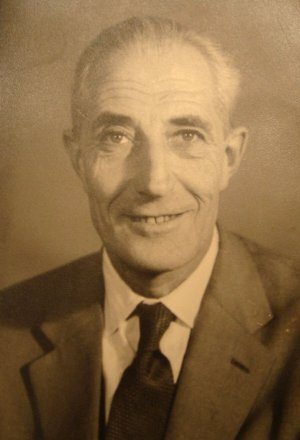
Gerd von Lettow-Vorbeck

Gerd Bogislav von Lettow-Vorbeck (ur. 15 kwietnia 1902 w Hoffelde, powiat Regenwalde; zm. 19 kwietnia 1974 w Ahrensburgu) był niemieckim myśliwym, pisarzem myśliwskim i redaktorem naczelnym wydawnictwa Paul Parey, które wydawało również magazyn Wild und Hund.

## Rodzina
Gerd von Lettow-Vorbeck pochodził ze starego pomorskiego rodu szlacheckiego Lettow-Vorbeck. Jego rodzicami byli Bernd von Lettow-Vorbeck (1870–1931) i Editha von Corvin-Wiersbitzki (1872–1938). 17 sierpnia 1928 ożenił się w  Schlackow z Dagmarą von Zitzewitz (1903–1993). Para miała dwójkę dzieci.

## Kariera
Studiował rolnictwo na Uniwersytecie w Getyndze. W 1923 roku został członkiem Korpusu Saxonia Göttingen. Jest autorem standardowego dzieła „The Hunting Ground as It Should Be” i w latach 1960-1970 dokonał rewizji licznych standardowych dzieł niemieckojęzycznej literatury łowieckiej Ferdinanda von Raesfelda, takich jak „The Conservation of Wild Animals”, „The Roe Deer” i „The German Hunting Industry”. Gerd von Lettow-Vorbeck był żołnierzem Wehrmachtu w 4. Pułku Piechoty do 21 lutego 1943 r. Od 21 lutego 1943 r. do 24 października 1944 r. służył w sztabie II Korpusu Armii. Został awansowany na kapitana 1 lutego 1943 r. i brał udział w kampanii polskiej, kampanii francuskiej, kampanii rosyjskiej i ostatnich bitwach na Łotwie w pobliżu Dyneburga. Swoje wojenne doświadczenia opisał w swojej pracy „Die grüne Passion“. Polował, kiedy tylko mógł, podczas wojny i opisuje swoje wrażenia.

## Wybrane prace
- Das Jagdrevier, wie es sein sollte. Ein Ratgeber für die Einrichtung und Pflege insbesondere von Pachtrevieren. Parey, Hamburg um 1954. ISBN 3-490-11712-3.
- Grüne Passion, Parey, Hamburg 1955.
- Das Rehwild. Naturgeschichte, Hege und Jagd. Mit Ferdinand von Raesfeld und Walter Rieck. Parey, Hamburg 1956, ISBN 3-490-15212-3.
- Am Fuße des Meru. Das Leben von Margarete Trappe, Afrikas großer Jägerin. Parey, Hamburg 1957.
- Grüne Blätter. Pürschtage daheim und in der Ferne. Parey, Hamburg/West-Berlin 1962.
- In der späten Vespersonne. Pürschen und Widergänge. Parey, Hamburg/West-Berlin 1969.